# Загор
Загор (словац. Záhor) — село, громада в окрузі Собранці, Кошицький край, східна Словаччина. Кадастрова площа громади — 7,701 км². Розташоване на висоті 109 м над рівнем моря. Населення — 710 осіб. Вперше згадується 1326 року. Неподалік від села проходить державний кордон з Україною. До 1945 року із Загора існувала дорога до Ужгорода біля стовпа №308, зараз її закрито колючим дротом радянських часів.
Датою заснування Загора вважається 1326 рік. 1715 року в селі було 9 господарств, 1829-го — 69 будинків, у яких проживало 642 людей. 1832 року в документах згадується наявність у селі цукроварні. Протягом 1939—1944 років було окуповане угорськими військами.

## Населення
| Рік:            | 1994. | 2004.   | 2014.   | 2024.   |
| --------------- | ----- | ------- | ------- | ------- |
| Кількість осіб: | 760   | 710     | 663     | 625     |
| Різниця:        |       | -6,57 % | -6,61 % | -5,73 % |

| Рік:            | 2023. | 2024.   |
| --------------- | ----- | ------- |
| Кількість осіб: | 636   | 625     |
| Різниця:        |       | -1,72 % |

## Пам'ятки
У селі є реформатський костел з початку 19 століття в стилі класицизму та греко-католицька церква Внебовзяття Пресвятої Богородиці з 1957 року.